# Franco Montoro
André Franco Montoro (São Paulo, 14 de julio de 1916-São Paulo, 16 de julio de 1999) fue un político brasileño.
15º gobernador de São Paulo. Se licenció en derecho, filosofía y pedagogía. Tuvo una larga carrera política, siendo concejal, diputado estatal y diputado federal en tres ocasiones entre 1959 y 1971. Fue Ministro de Trabajo en el gobierno de Tancredo Neves y senador entre 1971 y 1983. Fue elegido gobernador en las elecciones de 1982 y asumió el gobierno del Estado de São Paulo el 15 de marzo de 1983. Como gobernador, entre otras acciones, descentralizó la administración del estado en 42 regiones de gobierno.
Tras su etapa como gobernador, Montoro fundó el Partido de la Social Democracia Brasileña en 1988, siendo su primer presidente. Obtuvo el puesto de diputado federal de nuevo, en 1995. Se mantendría en ese puesto hasta su muerte, en 1999.
- Datos: Q1789273
- Multimedia: Franco Montoro / Q1789273